# Pennsylvania Academy of the Fine Arts

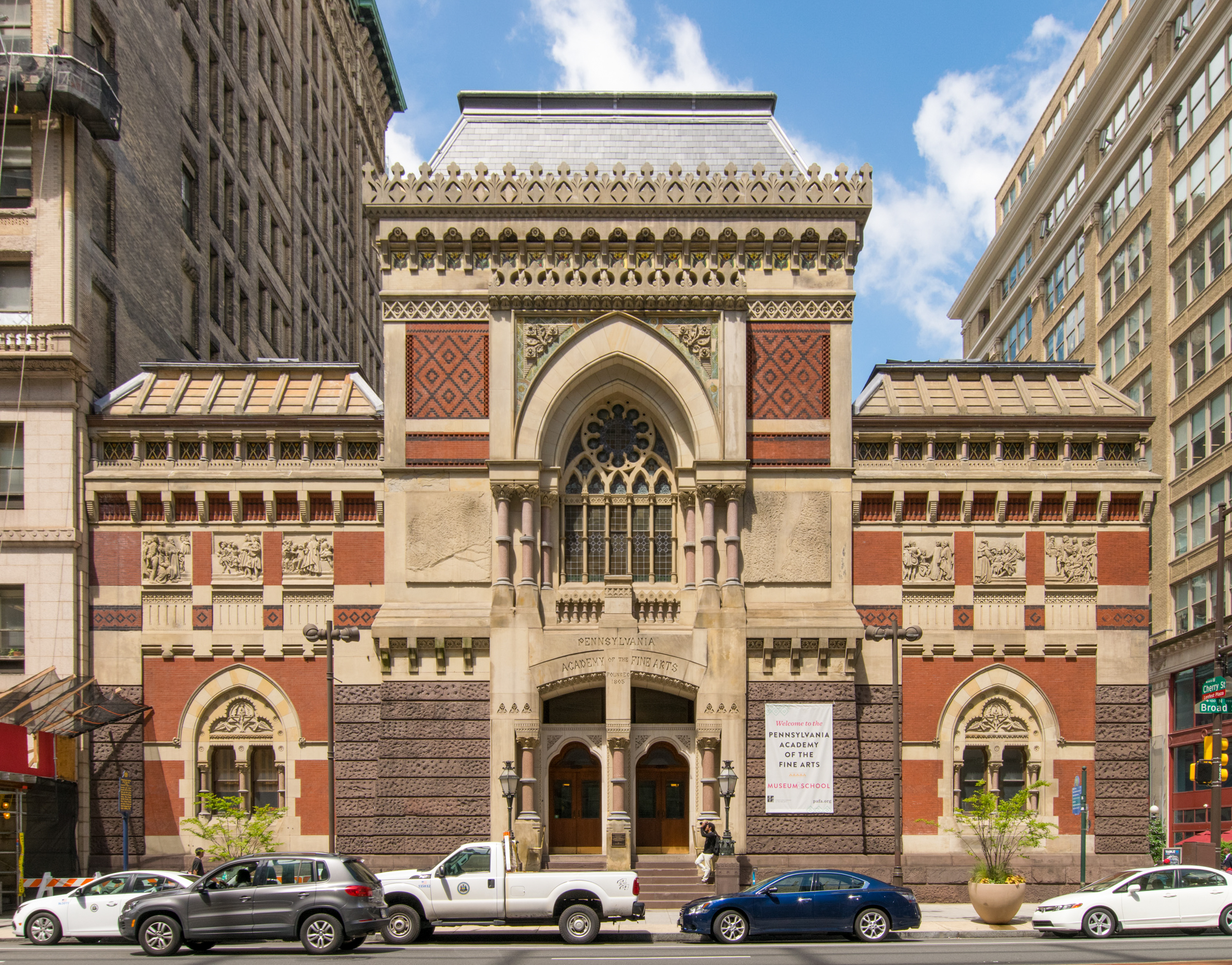
Ansicht mit dem Hauptportal (um 2017)

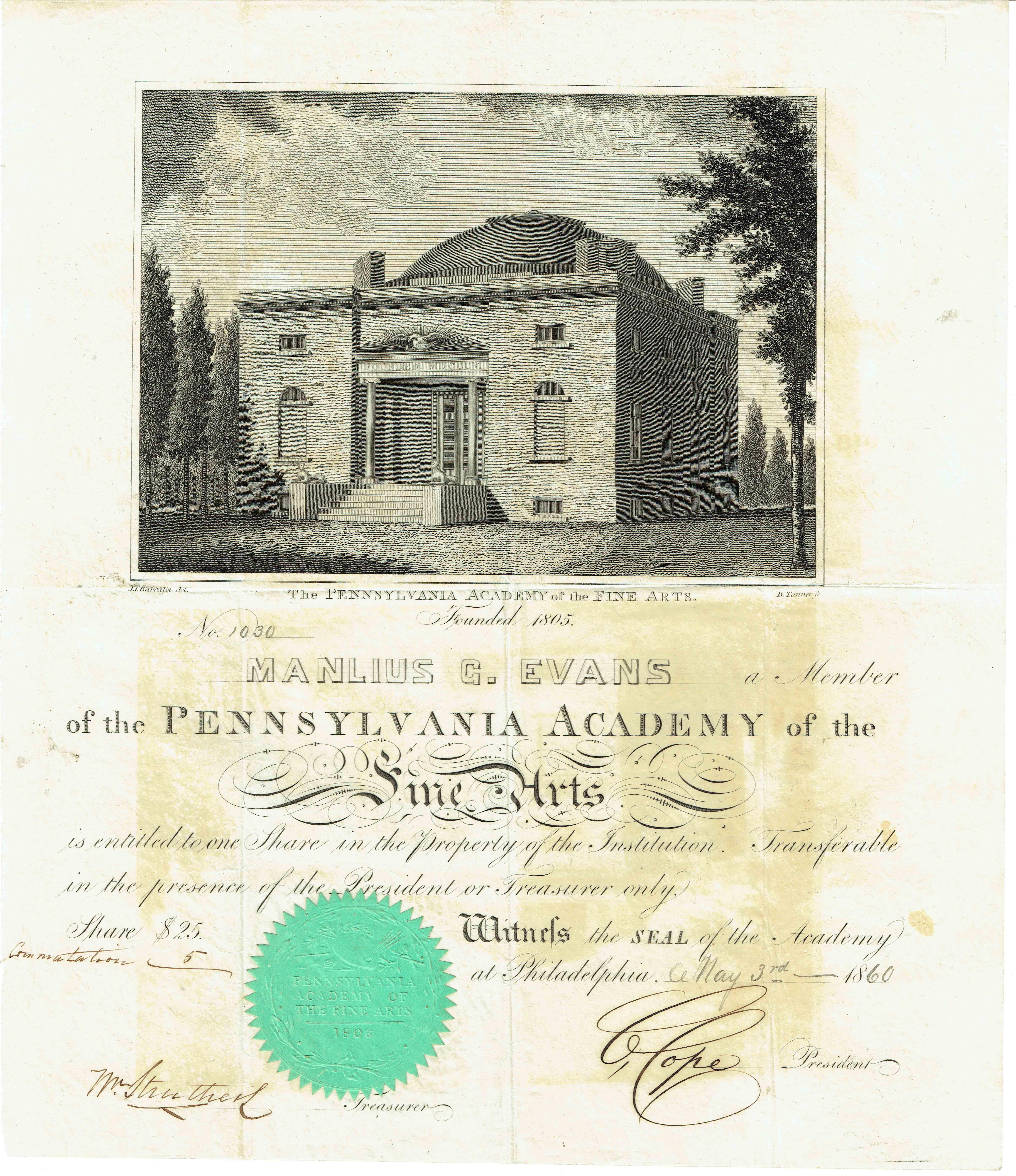
Aktie der Pennsylvania Academy of the Fine Arts vom 3. Mai 1860

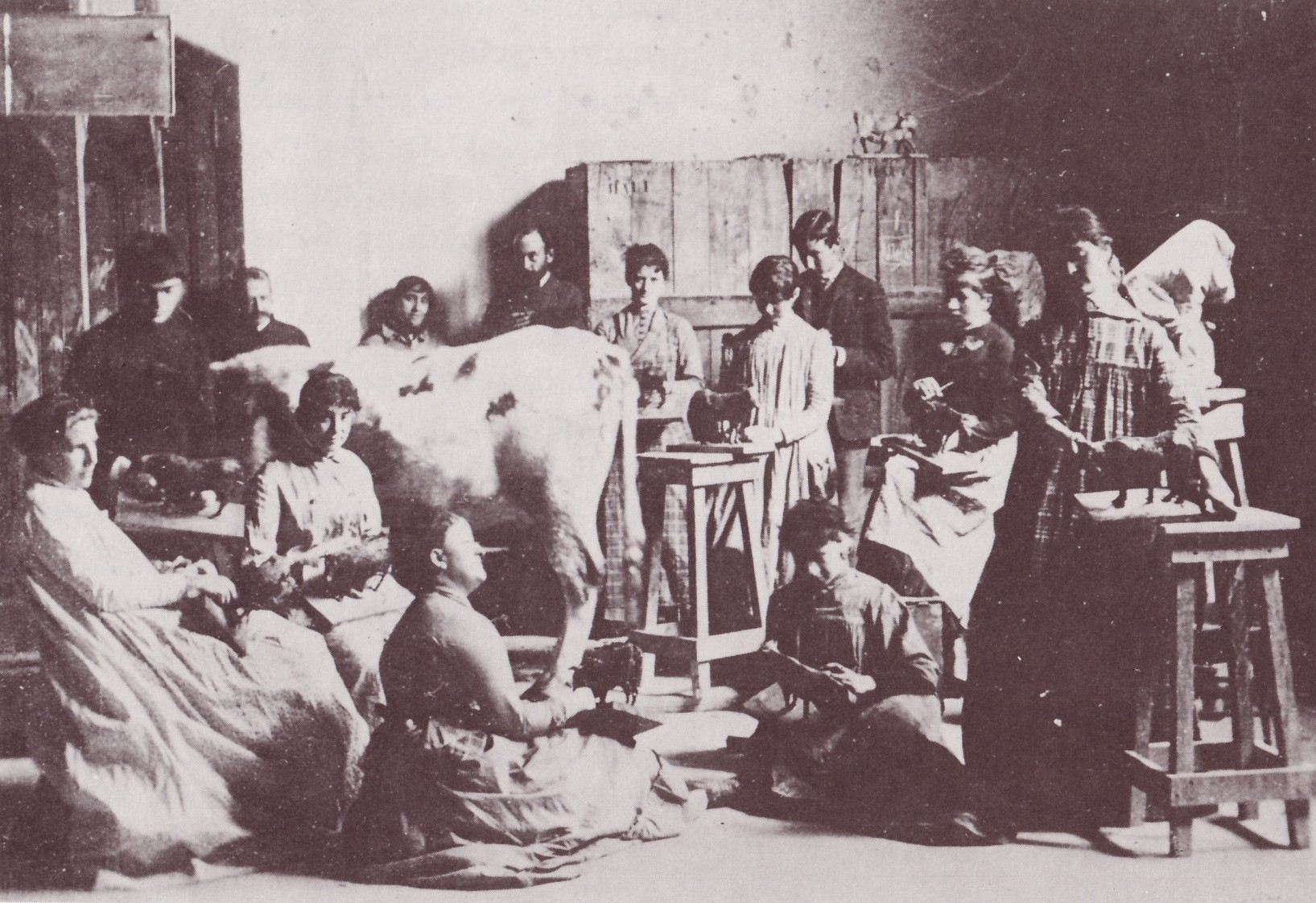
Bildhauer-Klasse in den frühen 1880ern

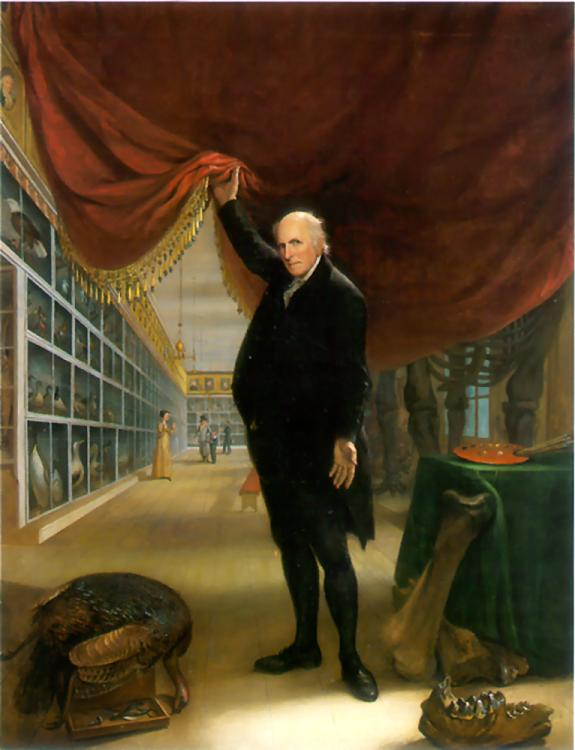
Charles Willson Peale, The Artist in His Museum, Selbstporträt

Die Pennsylvania Academy of the Fine Arts (PAFA) ist das älteste Kunstmuseum und die älteste Kunstschule in den Vereinigten Staaten. Sie befindet sich in Philadelphia, Pennsylvania.

## Zweck
“The object of this association is to promote the cultivation of the Fine Arts, in the United States of America, by introducing correct and elegant Copies, from works of the first Masters, in Sculpture and Painting, and, by thus facilitating the access to such Standards, and also by occasionally conferring moderate but honorable premiums, and otherwise assisting the Studies and exciting the efforts of the artists, gradually to unfold, enligthen and invigorate the talents of our Countrymen. The name of this Association shall be ‘The Pennsylvania Academy of the Fine Arts‘.”

## Geschichte
Die PAFA wurde 1805 auf Initiative von Charles Willson Peale von 71 Bürgern von Philadelphia gegründet. Unter den Gründern befanden sich nur drei Künstler, darunter Rembrandt Peale und der Bildhauer William Rush. Unter den noch existierenden Institutionen der USA ist die PAFA sowohl das älteste Museum als auch die älteste Kunstschule.
In den frühen Jahren lag die Kontrolle über die PAFA bei künstlerischen Laien, mit der Ausnahme von John Sartain, der seit den 1850er Jahren einer der Direktoren war.
Erster Präsident der PAFA war George Clymer, der von Joseph Hopkinson (Autor des Textes von Hail, Columbia) abgelöst wurde.
Benjamin West wurde das erste Ehrenmitglied der PAFA. Die wichtigsten Akquisitionen der Frühzeit der PAFA waren The Dead Man Restored to Life by Touching the Bones of the Prophet Elisha von Washington Allston und Death on the Pale Horse von Benjamin West.
In den Anfangsjahren der PAFA lernten die Studenten voneinander, da es keinen Lehrer gab. Erst 1868 wurde der Elsässer Künstler Christian Schussele als Kunstprofessor eingestellt.
Von 1870 bis 1878 war die PAFA wegen des Neubaus ihres Gebäudes geschlossen. Das Baukomitee wurde von Fairman Rogers angeführt, Frank Furness war der Architekt. Seit der Wiedereröffnung im April 1878 befindet sich die PAFA im selben Gebäude, das heute eine National Historic Landmark ist.
Da Schusseles Gesundheit immer mehr nachließ, wurde Thomas Eakins (mit einer Unterbrechung) sein unbezahlter Assistent, der sowohl Klassen unterrichtete als auch als Demonstrator in den Anatomie-Klassen arbeitete. Nach Schusseles Tod wurde Eakins bezahlter Professor an der PAFA. Er stellte das Curriculum erheblich um und legte großen Wert auf das Malen nach dem Modell.
Die PAFA war eine der ersten Kunstschulen, die Frauen zu gleichen Bedingungen wie Männer als Studenten zuließ.

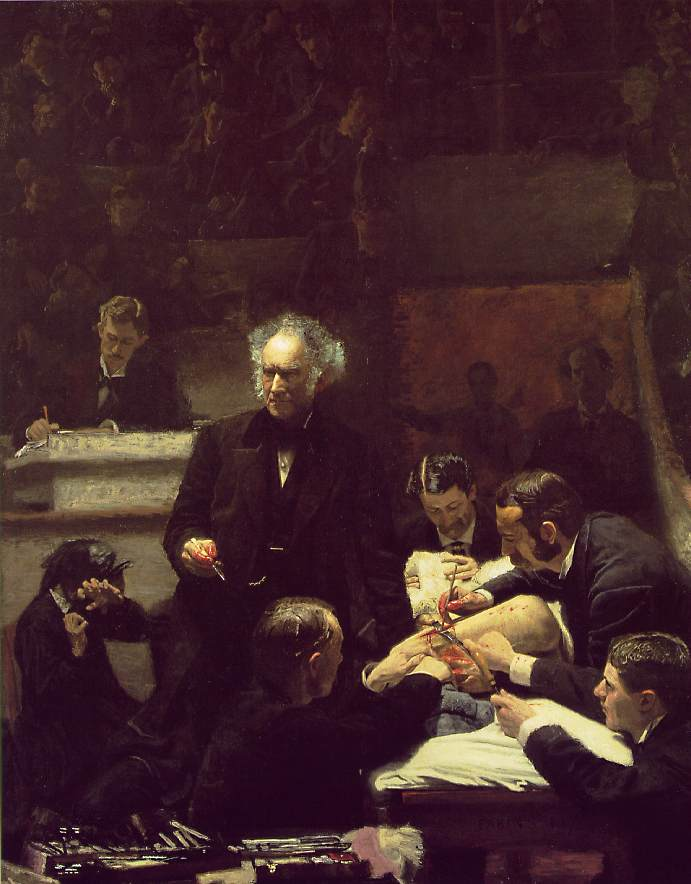
Die Klinik Gross, Thomas Eakins

Von 1811 bis 1969 veranstaltete die PAFA jährliche Kunstausstellungen und erwarb auch viele der ausgestellten Werke. Auch Eakins’ Die Klinik Gross wurde 1879 ausgestellt, jedoch in einem abgelegenen Raum.
Harrison S. Morris, Direktor von 1892 bis 1905, sammelte zeitgenössische amerikanische Kunst für die PAFA. Unter den vielen von ihm erworbenen Werken befinden sich solche von Cecilia Beaux, William Merritt Chase, Frank Duveneck, Thomas Eakins, Winslow Homer, Childe Hassam und Edmund Tarbell.
Das Museum ist Mai 1971 als Bauwerk  im National Register of Historic Places eingetragen. Im Mai 1975 wurde die Pennsylvania Academy of the Fine Arts als ein National Historic Landmark anerkannt.
Heute können Studenten der PAFA den Abschluss Bachelor of Fine Arts der University of Pennsylvania erwerben, daneben gibt es auch den Abschluss Master of Fine Arts.
Zur Jahreswende 2006/2007 erwarben die PAFA und das Philadelphia Museum of Art Die Klinik Gross für 68 Millionen US-Dollar.

## Bekannte Schüler und Lehrer
| - Julian F. Abele (1881–1950) - Edna Andrade (1917–2008) - Cecilia Beaux (1855–1942) - Margaret Lesley Bush-Brown (1857–1944) - Alexander Stirling Calder (1870–1945) - Mary Cassatt (1844/45–1926) - Ralston Crawford (1906–1978) - Colin Campbell Cooper (1856–1937) - Jack Delano (1914–1997) - Thomas Eakins (1844–1916) - William Glackens (1870–1938) - Charles Grafly (1862–1929) - Walker Hancock (1901–1998) - Robert Henri (1865–1929) - Peter Hurd (1904–1984) - David Lynch (1946–2025) - John Marin (1870–1953) - Don Martin (1931–2000) - James Metcalf (1925–2012) | - Alfons Mucha (1860–1939) - John Neagle (1796–1865) - Alice Neel (1900–1984) - John Rea Neill (1877–1943) - Violet Oakley (1874–1961) - Maxfield Parrish (1870–1966) - Charles Willson Peale (1741–1827) - Rembrandt Peale (1778–1860) - Howard Pyle (1853–1911) - Jacques Reich (1852–1923) - Fairman Rogers (1833–1900) - William Rush (1756–1833) - John French Sloan (1871–1951) - LeConte Stewart (1891–1990) - Henry Ossawa Tanner (1859–1937) - Robert Vonnoh (1858–1933) - Martha Walter (1875–1976) - Paul Weber (1823–1916) - Benjamin West (1738–1820) |